# Велике Тешково
Велике Тешково (рос. Большое Тешково) — присілок у Волосовському районі Ленінградської області Російської Федерації.
Населення становить 122 особи. Належить до муніципального утворення Бегуницьке сільське поселення.

## Історія
Від 1 серпня 1927 року належить до Ленінградської області.

## Населення
| 1838 | 1848 | 1862 | 1928 | 1965 | 1997 | 2007 |
| ---- | ---- | ---- | ---- | ---- | ---- | ---- |
| 85   | ↗134 | ↘112 | ↗178 | ↗250 | ↘164 | ↘148 |
| 2010 | 2017 |      |      |      |      |      |
| ↗151 | ↘122 |      |      |      |      |      |